# Ік'
Ік' — маянська держава на території центральної частини департаменту Петен (Гватемала), що утворилася напочатку V століття. У пізньокласичний період вплив значно посилився. Втім у IX ст. під час загальної кризи припинило своє існування.

## Заснування. Залежність від Мутуля
Поселення Ік' (відоме натепер як городище Мотуль-де-Сан-Хосе) існувала ще у докласичний період, з кінця VII ст. до н. е. Назва перекладається як «Вітряна вода». Розташовувалося південніше Мутульського царства, біля озера Петен-Іца. Стосовно часу утворення існують різні версії: це або кінець IV або початок V ст. За однією з гіпотез царська династія Ік'а походила з міста Таясаль.
Перші надійні відомості стосовно володарів Ік'а відносяться до межі VII—VIII ст. Близько 680 року ахав на ім'я …-К'ініч встановив стелу 4, яку, як вважають дослідники, встановлено на честь перемог над царствами Намаан і Лакамтуун. В цей час воно було союзником Канульського царства, але після поразки останнього у 695 році, вимушено було підкоритися Мутульському царству. Напочатку VIII ст. за часів царя Йєхте’-К'ініча I ця залежність продовжувала зберігатися.

## Піднесення
За правління Сак-Муваахна відбувається посилення центральної влади та отримання самостійності від Мутульського царства. Проте точні роки його панування невідомі, вважається до 720-х років. Він також став першим, хто прийняв титул калоомте (на кшталт імператора). Втім цей титул відбивав лише амбіцій володарів Ік'а.
Його наступник — Тайєль-Чан-К'ініч вирішив спиратися на численні союзи задля стримання ворогів. За його ініціативою були укладені династичні шлюби між представниками династі Ік' та царями і царицями Південного Мутуля, Мутуля, Баашвіца. Політику гарних стосунків продовжував у 740-х роках ахав Сіхйах-К'авііль. Завдяки цьому вдалося на тривалий час запобігти війни, що у 770-х роках сприяло економічному посиленню царства. В цей час воно стає одним з основних центрів виробництва елітної мальованої кераміки. Багато барвисті судини, створені на замовлення правителів Ік'а вражають красою і належать до числа шедеврів образотворчого мистецтва стародавніх мая.

## Послаблення
Втім у 741 році вступає у війну на боці Мутульського царства проти союзників Південного Мутуля, зокрема Мачакіли, але не зовсім успішно. Тому за Яхав-Те’-К'ініча (володарював з бл. 742 або 743 року) відбувається переорієнтація на союз з Па'чанським царством. Це призвело до відкритого протистояння з південним мутульським царством, яке завершилося у 745 році цілковитою поразкою. В результаті місцева знать зуміла звільнитися від влади ахавів Ік'а й утворити самостійні правління в городищі Акте та Хуакуталі.
Про зовнішню політику після цієї поразки відомо замало, зокрема збереження союзу з Па'чаном, інші дослідники вважають, що Ік' потрапив в залежність від Південного Мутуля. Відомо, що відбувається відновлення колишньої політики на встановлення союзів з сусідніми царствами, насамперед невеликими (Хішвіц, Іцімте).
Після занепаду Південного Мутульського царства розпочинається боротьба за гегемонією між його васалами. Проти Ік'а наприкінці 760-х років виступають царства Лакамтуун й Іцан. Водночас погіршилися стосунки з Па'чанським царством, де спадкоємцем став син від місцевої жінки, а не від царівни з Ік'а. Новий союзником цар К'ініч-Ламав-Ек’ державу Іц'а.

## Спроби відновлення
В правління Йєхте’-К'ініча II відбувається нове економічне та політичне посилення держави. Ахави знову іменують себе калоомте. Стосовно ситуації в цей час існують протилежні думки: Ік' поширила свій вплив на кілька центрів, на чолі кожного з них стояв «священний володар» або в Ік'а послабла центральна влада, тому правителю довелося поділитися повноваженнями і привілеями з місцевою знатю та родичами. Водночас відбувається гостре протистояння з Па'чаном. Цар останнього — Іцамнах-Балам IV — між 796 та 800 роками завдав важкої поразки військам Ік'а.

## Занепад
Нетривалий час Ік' знаходилася під владою Південного Мутуля. Вважається, що значні руйнування призвели до перенесення столиці до Таясаля. Вже у 840-х роках цар Чан-Ек’ був васалом держави в Сейбалі. Остання згадка про державу міститься на стелі 1 з Таясаля (від 869 року) де йдеться про «Священного влодаря Ік'а», але ім'я його поки не прочитано. Тому, за гіпотезою вчених, держава припинила своє існування у 870 або 880-х роках.